# Platyrrhacus cainarachus
Platyrrhacus cainarachus är en mångfotingart som beskrevs av Chamberlin 1941. Platyrrhacus cainarachus ingår i släktet Platyrrhacus och familjen Platyrhacidae. Inga underarter finns listade i Catalogue of Life.